# Громник (Малопольское воеводство)
Громник (пол. Gromnik) — село, административный центр одноименной гмины (волости) в Польше, в составе Тарнувского повета, Малопольское воеводство. Население — 3 285 жителей (2011).
Находится на реке Бяла, притока р. Дунаец, в 30 км южнее Тарнува и в 100 км к востоку от Кракова.

## История
Первое упоминание встречается во время правления Владислава I Локетка в 1288 году. Упоминается под 1480 годом в хрониках историка Яна Длугоша.
В 1915 здесь произошло сражение известное, как Горлицкий прорыв германо-австрийских войск.
В селе находится воинское кладбище № 145 времён Первой мировой войны.